# 比金河國家公園
46°40′N 136°00′E / 46.667°N 136.000°E

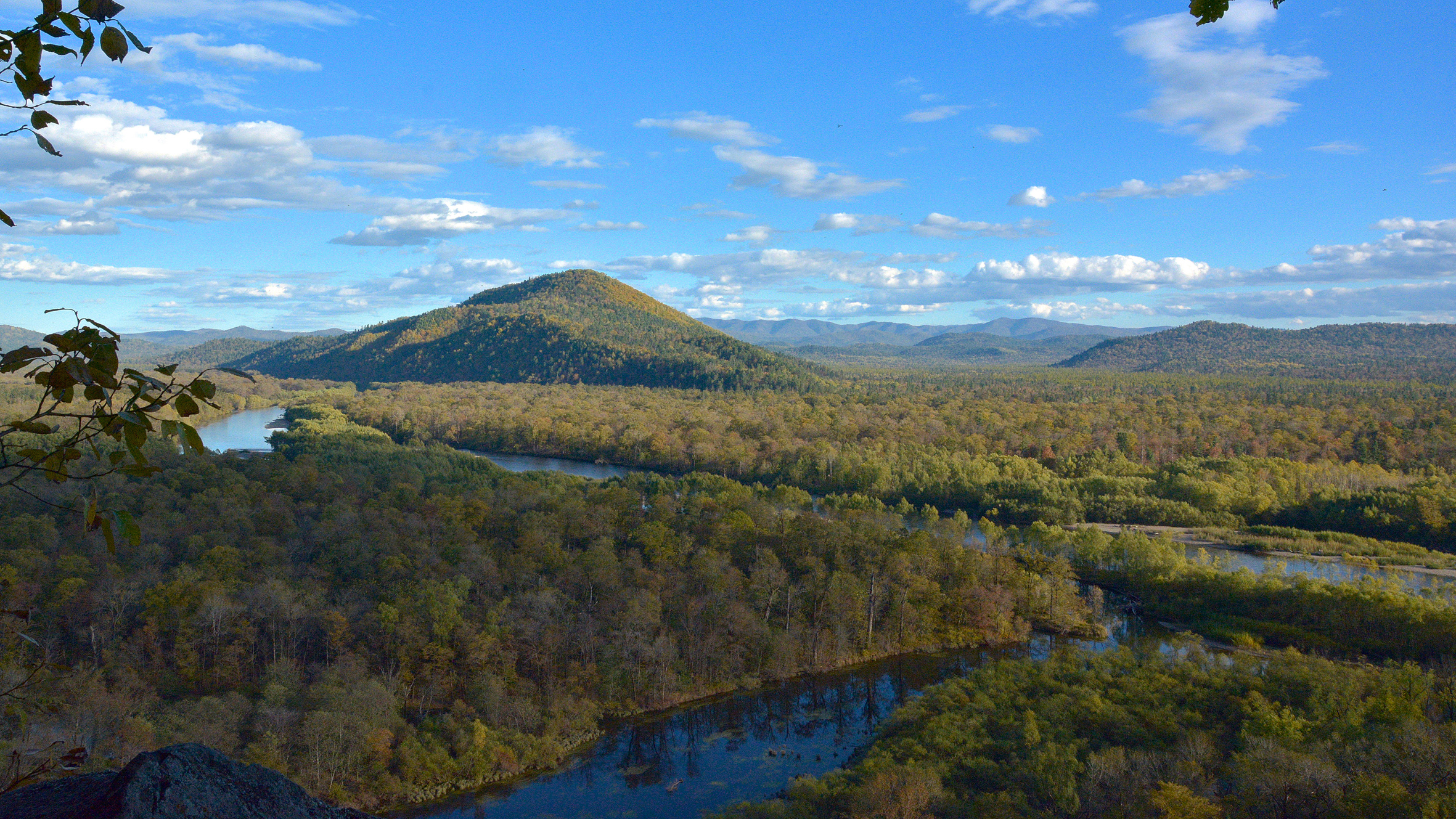

比金河國家公園是俄羅斯的國家公園，位於該國東南部濱海邊疆區，成立於2015年，面積11,600平方公里，受溫帶大陸性濕潤氣候影響。